# Liste der FFH-Gebiete im Landkreis Ansbach
Die Liste der FFH-Gebiete im Landkreis Ansbach zeigt die FFH-Gebiete des mittelfränkischen Landkreises Ansbach in Bayern.
Teilweise überschneiden sie sich mit bestehenden Natur-, Landschaftsschutz- und EU-Vogelschutzgebieten.
Im Landkreis befinden sich insgesamt 18 und zum Teil mit anderen Landkreisen überlappende FFH-Gebiete.
| Anstieg der Frankenhöhe östlich der A 7                           |    | 6528-371 WDPA: 555521587 | Landkreis Ansbach, Landkreis Neustadt an der Aisch-Bad Windsheim                      |  | ⊙ | 3.447,22 |  |
| Bibert und Haselbach                                              | BW | 6630-301 WDPA: 555521643 | Landkreis Ansbach, Landkreis Fürth                                                    |  | ⊙ | 240,00   |  |
| Endseer Berg                                                      |    | 6527-371 WDPA: 555521585 | Landkreis Ansbach                                                                     |  | ⊙ | 125,74   |  |
| Feuchtgebiete im südlichen Mittelfränkischen Becken               | BW | 6829-371 WDPA: 555521719 | Landkreis Ansbach                                                                     |  | ⊙ | 45,94    |  |
| Fledermauswinterquartiere des Steigerwalds und der Frankenhöhe    | BW | 6427-371 WDPA: 555521537 | Landkreis Ansbach, Landkreis Neustadt an der Aisch-Bad Windsheim, Landkreis Kitzingen |  | ⊙ | 4,74     |  |
| Gewässerverbund Schwäbische und Fränkische Rezat                  | BW | 6832-371 WDPA: 555521722 | Landkreis Weißenburg-Gunzenhausen, Landkreis Ansbach, Ansbach                         |  | ⊙ | 1.093,90 |  |
| Hesselberg                                                        |    | 6929-371 WDPA: 555521755 | Landkreis Weißenburg-Gunzenhausen                                                     |  | ⊙ | 282,03   |  |
| Hutungen am Rother Berg und um Lehrberg                           | BW | 6628-371 WDPA: 555521637 | Landkreis Weißenburg-Gunzenhausen                                                     |  | ⊙ | 182,48   |  |
| Hutungen der Frankenhöhe                                          | BW | 6627-301 WDPA: 555521635 | Landkreis Weißenburg-Gunzenhausen                                                     |  | ⊙ | 78,00    |  |
| Kammmolch-Habitate um Eichelberg und Fichtholz bei Colmberg       | BW | 6628-372 WDPA: 555521638 | Landkreis Weißenburg-Gunzenhausen                                                     |  | ⊙ | 562,01   |  |
| Klosterberg und Gailnauer Berg                                    | BW | 6727-371 WDPA: 555521689 | Landkreis Weißenburg-Gunzenhausen                                                     |  | ⊙ | 375,11   |  |
| Mausohrkolonien in Steigerwald, Frankenhöhe und Windsheimer Bucht | BW | 6428-302 WDPA: 555521539 | Landkreis Ansbach, Landkreis Neustadt an der Aisch-Bad Windsheim                      |  | ⊙ | 0,00     |  |
| Naturwaldreservate der Frankenhöhe                                | BW | 6527-372 WDPA: 555521586 | Landkreis Neustadt an der Aisch-Bad Windsheim                                         |  | ⊙ | 243,91   |  |
| Obere Altmühl mit Brunst-Schwaigau und Wiesmet                    | BW | 6830-371 WDPA: 555521720 | Landkreis Weißenburg-Gunzenhausen, Landkreis Ansbach                                  |  | ⊙ | 4.507,98 |  |
| Sonnensee und Birkenfelser Forst                                  | BW | 6629-371 WDPA: 555521642 | Landkreis Ansbach                                                                     |  | ⊙ | 174,44   |  |
| Taubertal nördlich Rothenburg und Steinbachtal                    |    | 6627-371 WDPA: 555521636 | Landkreis Ansbach                                                                     |  | ⊙ | 1.061,70 |  |
| Tierweiher bei Hinterholz und Weiher am Aubühl                    | BW | 6628-373 WDPA: 555521639 | Landkreis Ansbach                                                                     |  | ⊙ | 12,30    |  |
| Wörnitztal                                                        |    | 7029-371 WDPA: 555521786 | Landkreis Ansbach                                                                     |  | ⊙ | 3.893,33 |  |
| Legende für Fauna-Flora-Habitat                                   |    |                          |                                                                                       |  |   |          |  |